# BiBi Jones
BiBi Jones ou Britney Beth, de son vrai nom Britney Maclin, est une actrice de films pornographiques américaine née le 23 juillet 1991 à Scottsdale en Oklahoma (États-Unis).

## Biographie
BiBi Jones commence sa carrière en 2010 en tournant quelques scènes pour des networks et studios américains. Elle est rapidement repérée par Samantha Lewis, la patronne de Digital Playground, avec qui elle signe un contrat d’exclusivité fin 2010.
Elle est la plus jeune Contract Girl[Quoi ?] à avoir signé pour le studio américain.
En 2011, une photo publiée sur internet de Rob Gronkowski, jeune footballeur américain talentueux et de BiBi Jones, portant son maillot n°87 des Patriots crée une polémique,,.
Le 17 juillet 2012, elle a publié, via ses comptes Facebook et Twitter, qu'elle allait prendre sa retraite de l'industrie X, citant des regrets mais aussi que le mode de vie d'une hardeuse ne lui était pas supportable. Toutefois, le 5 février 2013, elle reprend dans l'industrie du X toujours sous contrat avec Digital Playground.